# Dumakru

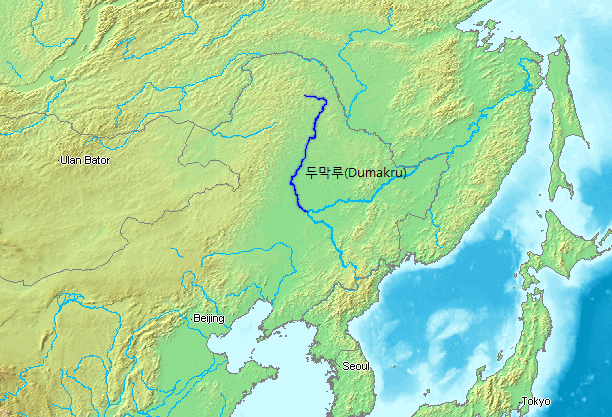
Lage von Dumakru

Das Reich Dumakru (Hanja: 豆莫婁; kor.: 두막루) war ein koreanisches Häuptlingsreich in der heutigen zentralen Mandschurei. Das Reich existierte von etwa 410 bis zu seiner Eroberung um 726. Das Reich taucht auch unter den Namen Daemangnu (大莫婁/대막루), Daemangno (大莫盧/대막로), und Dalmallu (達末婁/달말루) oder chinesisch als Dòumòlóu (豆莫婁) auf.

## Lage
Dumakru lag am nördlichen Teil des Songhua-Flusses im Zentrum der Mandschurei. Historische Dokumente belegen, dass das Reich nördlich des Mulgil-Stammes und östlich des Silwi-Stammes lag. Das bedeutet, dass große Teile der Sonun- und Songliao-Ebenen Teil des Reiches gewesen sein müssen. Damit befände sich das Reich in etwa dort, wo das heutige Harbin liegt.

## Geschichte
Dumakru wurde im Jahre 410 von Flüchtlingen aus dem koreanischen Reich Buyeo gegründet, nach dem Kollaps Ost-Buyeos. Sie stammten zwar von Koreanern aus Buyeo und Goguryeo ab, waren sprachlich aber näher an den Stämmen der Xianbei und der Kitan. Das letzte Mal geschichtlich erwähnt wird Dumakru in einer chinesischen Aufzeichnung, die von einem Besuch von Diplomaten aus Dumakru im Chinesischen Kaiserreich berichtet. Vermutlich wurde das Reich 726 von dem expandierenden Reich Balhae erobert.
Nach Noh Taedon stammten die Gründer von Dumangnu vermutlich aus dem Reich Buyeo in der Jilin-Region, die von Goguryeo eingenommen wurde. Von dort drängte Goguryeo weiter nach Norden.